# Ken Carpenter
William Kenneth (Ken) Carpenter (Compton, 19 april 1913 – Fullerton, 15 maart 1984) was een Amerikaanse atleet, die gespecialiseerd was in het discuswerpen. Hij werd olympisch kampioen en tweemaal Amerikaans kampioen in deze discipline. Tussen 1936 en 1940 was hij houder van het Amerikaanse record discuswerpen.

## Biografie
Carpenter studeerde aan de Compton High School, waar hij een getalenteerd atleet was. Nadat de Duitser Wilhelm Schröder in 1935 het wereldrecord discuswerpen naar 53,10 m had gebracht, zette Ken Carpenter in 1936 (53,08) en in 1937 (51,67) de beste wereldjaarprestatie neer.
Op de Olympische Spelen van 1936 in Berlijn versloeg Ken Carpenter met 50,48 zijn landgenoot Gordon Dunn (49,36) en de Italiaan Giorgio Oberweger (49,23). De wereldrecordhouder Williy Schröder werd vijfde. Carpenter was hiermee tevens de eerste atleet die tijdens een Olympische Spelen meer dan de 50 meter wierp.
In de Tweede Wereldoorlog zat Carpenter bij de Amerikaanse marine. Na de oorlog werd hij trainer en sportleraar bij een College. Hij stierf in 1984 op 70-jarige leeftijd.

## Titels
- Olympisch kampioen discuswerpen - 1936
- Amerikaans kampioen discuswerpen - 1935, 1936
- NCAA kampioen discuswerpen - 1942, 1943
- IC4A kampioen discuswerpen - 1935

## Palmares

### discuswerpen
- 1935:  Amerikaanse kamp. - 48,45 m
- 1936:  Amerikaanse kamp. - 50,64 m
- 1936:  OS - 50,48 m (OR)

1896: Bob Garrett ·
1900: Rudolf Bauer ·
1904: Martin Sheridan ·
1906: Martin Sheridan ·
1908: Martin Sheridan ·
1912: Armas Taipale ·
1920: Elmer Niklander ·
1924: Bud Houser ·
1928: Bud Houser ·
1932: John Anderson ·
1936: Ken Carpenter ·
1948: Adolfo Consolini ·
1952: Sim Iness ·
1956: Al Oerter ·
1960: Al Oerter ·
1964: Al Oerter ·
1968: Al Oerter ·
1972: Ludvík Daněk ·
1976: Mac Wilkins ·
1980: Viktor Rasjtsjoepkin ·
1984: Rolf Danneberg ·
1988: Jürgen Schult ·
1992: Romas Ubartas ·
1996: Lars Riedel ·
2000: Virgilijus Alekna ·
2004: Virgilijus Alekna ·
2008: Gerd Kanter ·
2012: Robert Harting ·
2016: Christoph Harting ·
2020: Daniel Ståhl ·
2024: Rojé Stona